# 纸房水库 (登封)
纸房水库是中国河南省郑州市登封市境内的一座水库，位于石宗河上，建于1969年。水库正常库容为595万立方米，集雨面积为58平方千米，海拔为446米。